# Palo Mayombe
Le Palo Monte ou Palo Mayombe, plus simplement appelé Palo, est une religion syncrétique afro-américaine pratiquée à Cuba, proche de la santeria, du vaudou, du candomblé, de l'obeah et du quimbois. Il s'agit de pratiques syncrétiques qui, derrière un vocabulaire dérivé du kikongo, croisent des éléments d'origine amérindienne (taíno), ouest-africaine (arada, yoruba), bantoues et européenne.

## Présentation
Le palo est une tradition en provenance du bassin du Congo amenée à Cuba par les esclaves dès le début du XVIe siècle. La pratique s'articule autour d'un thème central, la « nganga » (esprit et puissance), construit selon un rite et un thème très précis, que manipule le prêtre « el Tata » (le Père) pour invoquer les morts en conjonction avec les forces de la nature et les esprits décédés (guides spirituels).
La religion est initiatique et secrète, le disciple, le Palero, reçoit son enseignement d'un maître qui lui révèle les secrets des forces naturelles, les codes, langage et cérémonies rituelles à très fortes consonances bantoues. Le palero est à la fois un guérisseur, devin, et prêtre avec une fonction sacerdotale et sociale bien ancrée dans la culture afro-cubaine.
À l'inverse de la santería qui est d'origine yoruba, le palo est d'abord construit sur une matrice d'origine kongo. Il fonctionne par la manipulation de 2 forces, la Lumière (Nsambi) et les Ténèbres (Ndoki), pour leur application dans un but particulier. La cosmologie du palo est reliée à l'histoire des ramas, les branches du palo qui furent implantées par les différentes tribus, chacune ayant sa singularité linguistique et rituelle.
Dans son travail, le palero se réfère et utilise constamment par le biais de la langue rituelle, aux lieux naturels, animaux, arbres, plantes et esprits pour "actionner" le travail magique. Toute chose visible ou invisible, qu'elle soit positive ou négative, est pour le Palo imbue de puissance et d'intelligence, et peut être invoquée.
Il y a plusieurs étapes dans l'initiation, appelée rayamiento qui est un marquage corporel rituel et une "mise en éveil" ou s'effectue un pacte entre l'adepte, son propre guide spirituel, son maître appelé padrino (parrain) et l'esprit du nganga (appelé aussi caldero, gando, fundamento, kindembo, prenda...). Chaque nganga est reconnu comme un objet sacré et vivant, représentant les puissantes forces de la nature, et est honoré par des chants, sacrifices, danses et tambours permettant aux esprits de se manifester par l'entrée en transe des prêtres.
Le palo est ouvert aux hommes et femmes hétérosexuels seulement (à l'inverse de la santeria qui initie les homosexuels), bien que les femmes soient restreintes dans leur usage du nganga. La religion bantoue est présente à Cuba, Haïti et au Brésil.

## Pratiques

### Le Palero
L'initiation des paleros et paleras nécessite plusieurs étapes :
- l'initation au nkisi lucero
- l'initiation à la nganga
- l'initiation mbele
- l'initiation bakunfula
- l'initiation en tant que tata nkisi, processus final dans la formation du futur palero

### La Nganga

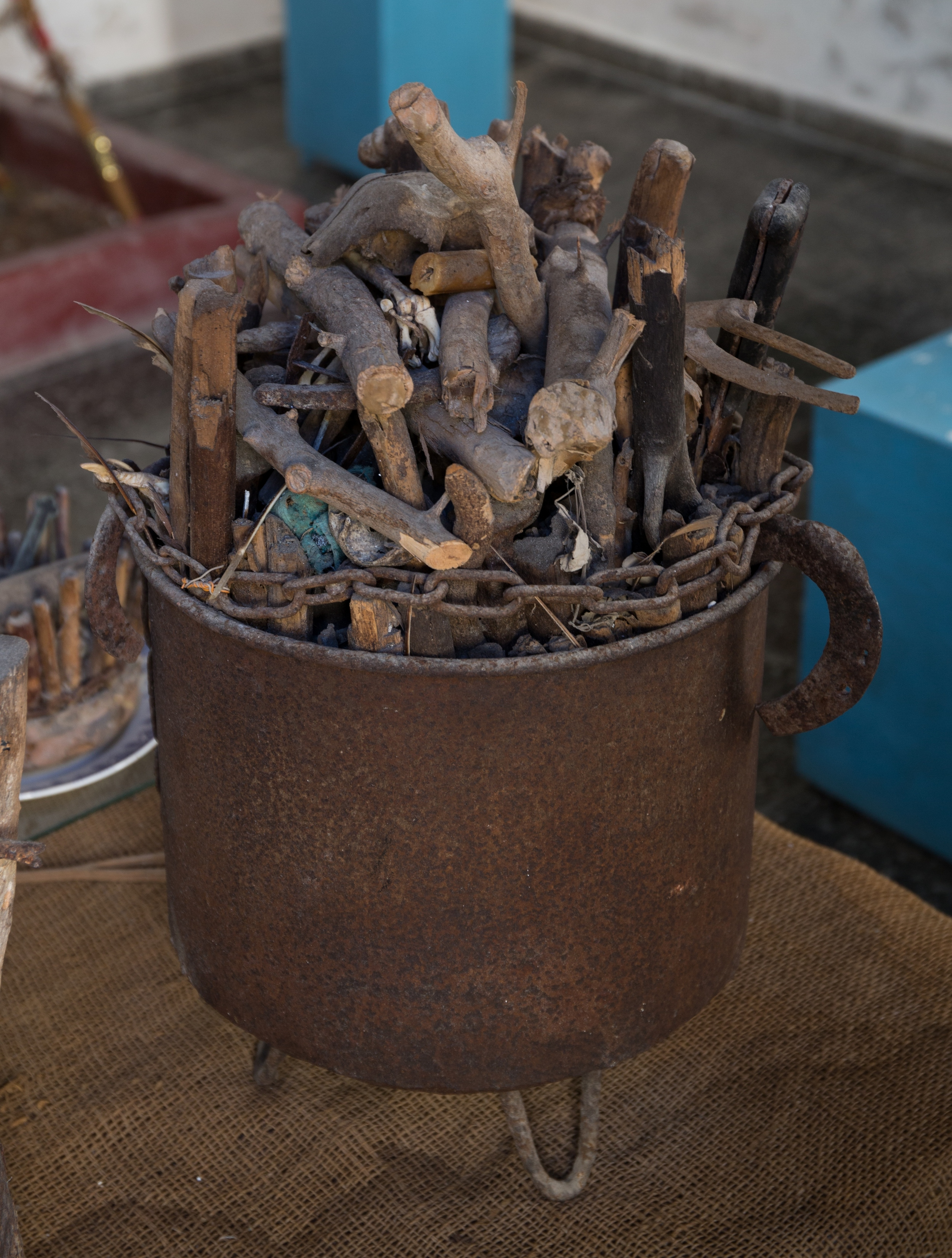
Exemple de nganga utilisée dans le palo monte (musée de Guanabacoa, La Havane)

La nganga est l'outil fondamental de tout praticien initié au palo monte. Il s'agit d'un objet-fort, matérialisant une divinité (le nkisi), et qui abrite l'âme d'un défunt (le nfumbi). La nganga est donc un objet totalement personnalisé, avec un caractère propre, lié au nfumbi, et un pouvoir occulte (guérison, attaques magiques, divination, etc.) lié à l'esprit nkisi.

La nganga peut répondre de nombreuses appellations : casuela (« marmite »), caldero (« chaudron ») ou prenda (« la chère »).
La nganga, chaudron de fer qui condense la présence d’un mort, est l’objet focal de la pratique du culte afro-cubain du palo monte. Source unique de pouvoir et de savoir pour les adeptes (paleros), il n’est pas un aspect du culte qui ne requiert sa présence ou sa médiation (rites, opérations magiques, consultations). Élément structurant de la pratique religieuse, la nganga se présente aussi comme un objet-frontière : marque de fabrique des paleros, elle est le symbole du culte et de ses prêtres pour le reste de la société. Ces raisons font que le chaudron des paleros est irremplaçable en tant que catégorie d’objet. Mais chacune des ngangas est pour son possesseur un être singulier et irremplaçable. (Katerina Kerestetzi, 2012)

### Divinités
Les adeptes du palo monte croient en des divinités ancestrales appelées collectivement « Mpungu », et individuellement « Nkisi ». Ces esprits sont considérés comme les premiers ancêtres africains des descendants d'esclaves de Cuba. Bien que le palo soit initialement une religion basées sur les pratiques magico-religieuses kongo, les divinités ancestrales vénérées par les paleros sont néanmoins fortement influencées par les òrìṣà yoruba, au même titre que la santería ou que le vodou haïtien.
| Cuba                        | Cuba               | Afrique                | Description                                                                     |
| Nkisi / Mpungu (palo monte) | Orishás (santería) | Òrìṣà (société Yoruba) | Description                                                                     |
| --------------------------- | ------------------ | ---------------------- | ------------------------------------------------------------------------------- |
| Lucero                      | Eleguá             | Eṣu Elegba             | divinité des carrefours, messager entre le monde matériel et le monde invisible |
| Tiempo Viejo                | Orulá              | Orunmila               | divinité de la destinée et de la divination                                     |
| Siete Rayos                 | Changó             | Ṣango                  | divinité de la foudre et du feu                                                 |
| Zarabanda                   | Ogún               | Ogun                   | divinité du métal et de la guerre                                               |
| Calunga, ou Madre de Agua   | Yemayá             | Yemọja                 | divinité des mers et des eaux                                                   |
| Mama Sholan                 | Ochún              | Oṣun                   | divinité des eaux vives, de l'amour, de la fertilité et protectrice du marriage |
| Centella Ndoki              | Oyá                | Ọya                    | divinité du vent, gardienne des cimetières                                      |
| Kobayende                   |                    | Shakpana               | divinité de la terre et des maladies                                            |
| Gurunfinda                  | Osaín              | Osanyin                | divinité des végétaux et de la médecine                                         |

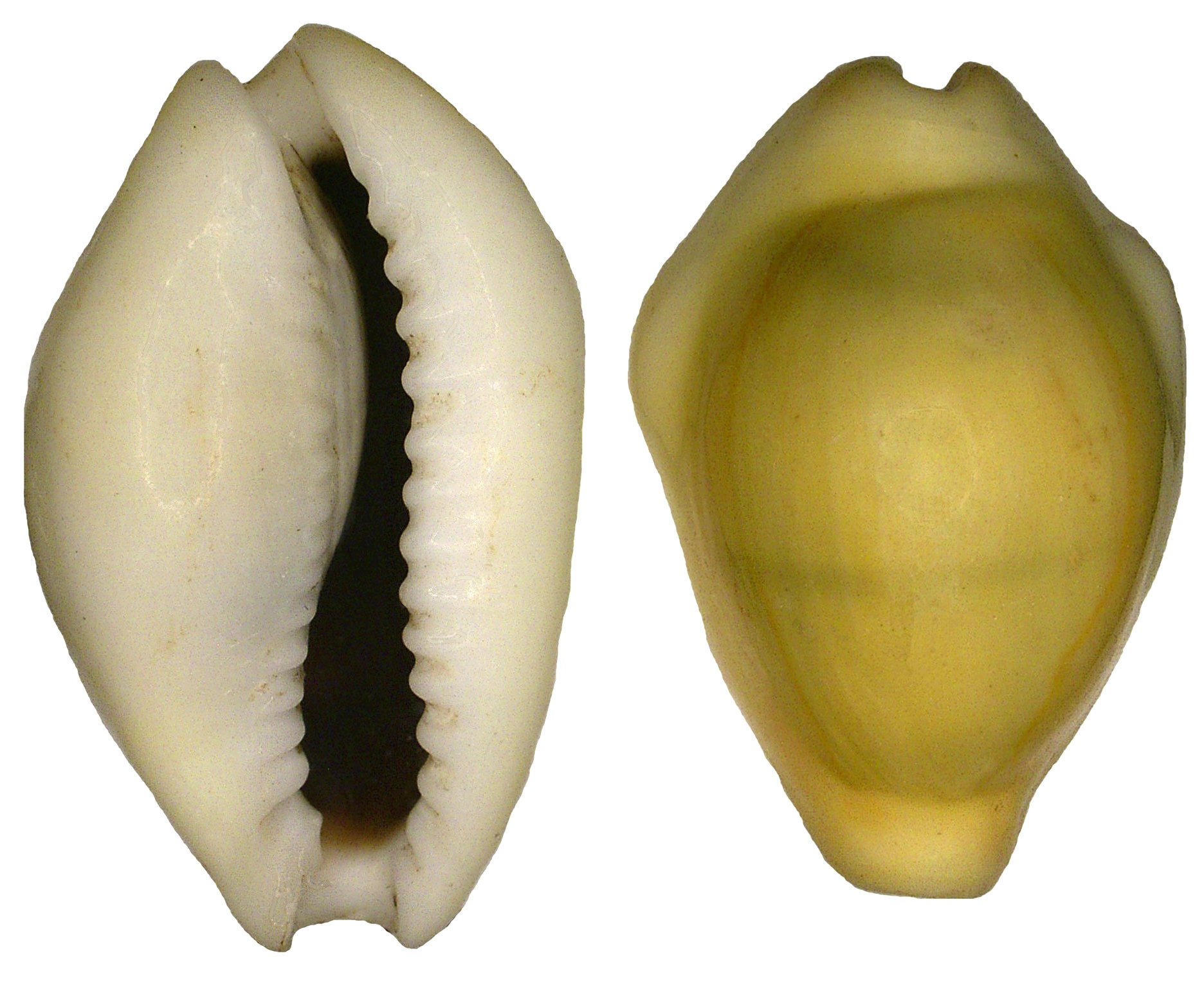
Les cauris sont largement utilisés en Afrique subsaharienne, comme objet artistique, monnaie ou outil de diviniation

Outre l'influence des òrìṣà yorubas, le palo partage également avec la santería un système de diviniation d'origine yoruba : le diloggún. Ce système utilise seize cauris (ou bris de poterie) et permet d'identifier seize configurations (nombre de cauris dont l'ouverture est visible) :
1. Okana
2. Eji Oko
3. Ogundá
4. Irosun
5. Oché
6. Obara
7. Odí
8. Eji Ogbe
9. Osá
10. Ofún
11. Owani
12. Ejila Shebora
13. Metanla
14. Merinla
15. Marunla
16. Merindilogún

## Filmographie
- Katerina Kerestetzi et Gregory Fornal. Les Morts du Palo Monte, 56min, Paris, 2007 : https://www.youtube.com/watch?v=_cQHCT9fJlU&t=2654s